# 栖本鎮通
栖本 鎮通（すもと しげみち）は、戦国時代から安土桃山時代にかけての武将。キリシタン。栖本氏12代目当主。肥後国天草郡栖本城主
肥後天草諸島「天草五人衆」の一角である栖本氏は菊池氏の庶流。
大友義鎮（宗麟）から偏諱を受けたと思われる。相良氏との結びつきが強く、攻撃されると援軍を要請し相良氏も栖本氏を支援したという。
天正17年（1589年）に受洗した。